# Dan Goor
Daniel Joshua Goor (Washington D. C., 28 de abril de 1975) es un escritor de comedia y productor de televisión estadounidense. Ha escrito para varios programas de entrevistas de comedia, incluidos The Daily Show, Last Call with Carson Daly y Late Night with Conan O'Brien. También trabajó como escritor, productor y director de la serie de horario estelar de NBC Parks and Recreation, y es productor ejecutivo y cocreador de la serie Brooklyn Nine-Nine de Fox / NBC.
Es judío. Se casó con Purvi Harikant Shah en 2003 en una ceremonia interreligiosa judía-hindú. 

## Filmografía

### Parks and Recreation
- 1.3: "The Reporter"
- 2.10: "Hunting Trip"
- 2.14: "Leslie's House"
- 2.24: "Freddy Spaghetti"
- 3.07: "Harvest Festival"
- 3.16: "Li'l Sebastian"
- 4.01: "I'm Leslie Knope"
- 4.09: "The Trial of Leslie Knope"
- 5.03: "How a Bill Becomes a Law"

### Brooklyn Nine-Nine
- 1.1: The Brooklyn Nine-Nine pilot
- 1.11: Christmas
- 1.15: Operation: Broken Feather
- 2.18: Captain Peralta
- 3.23: Greg and Larry (También lo dirijio)
- 4.01: Coral Palms: Part 1
- 4.23: Crime and Punishment (También lo dirijio)
- 5.04: HalloVeen
- 5.22: Jake & Amy (También lo dirijio)
- 6.18: Suicide Squad (También lo dirijio)
- 7.13: Lights Out (También lo dirijio)